# SSV Troisdorf 05
Der SSV Troisdorf 05 war ein Sportverein aus Troisdorf. Die erste Fußballmannschaft spielte vier Jahre in der damals erstklassigen Gauliga Mittelrhein bzw. Köln-Aachen und ein Jahr in der damals zweitklassigen II. Division.

## Geschichte
Der Verein wurde im März 1905 als FC Germania Troisdorf gegründet. Im Jahre 1907 fusionierte der FC Germania mit dem im Jahr zuvor gegründeten FC Adler Troisdorf zum Spielverein 1905 Troisdorf. 1910 wurde der Spielverein dem Troisdorfer Turnverein angeschlossen. Im Jahre 1919 fusionierte die Fußballabteilung mit dem Ballspielverein 1915 Troisdorf und nahm den Namen Spielverein 1905 Troisdorf erneut an. Am 30. April 1922 fusionierte der Spielverein mit dem Sportverein der Mannstaedt-Werke Troisdorf zum heutigen SSV Troisdorf 05.
1930 gelang dem Verein mit dem Aufstieg in die Sonderklasse der Sprung in die höchste Spielklasse. Drei Jahre später verpasste der SSV den Sprung in die neu geschaffene Gauliga Mittelrhein. Erst 1938 erreichten die Troisdorfer die Aufstiegsrunde, wo sie sich gegen die Spvgg Andernach, Viktoria Kellersberg und Westmark Trier durchsetzen konnten. 
Gleich in der ersten Gauligasaison wurde der SSV Vizemeister und verpasste den Titel nur aufgrund des schlechteren Torquotienten gegenüber der SpVgg Sülz 07. Ein Jahr später unterlag der SSV im Endspiel um die Mittelrheinmeisterschaft gegen den Mülheimer SV 06. Nach zwei Jahren im Mittelfeld der Liga zog der Verein nach der Saison 1941/42 die Mannschaft zurück.
Nach dem Ende des Zweiten Weltkrieges wurden sechs Kreisligen eingeführt, dessen Meister in einer Endrunde den Mittelrheinmeister ermittelten. Die Troisdorfer schlossen die Endrunde punktgleich mit der SG Düren 99 ab. Das Entscheidungsspiel um die Meisterschaft wurde beim Stand von 2:2 in der Verlängerung von Troisdorfer Seite abgebrochen und Düren zum Sieger erklärt. 1949 wurde der SSV in die II. Division aufgenommen, stieg aber bereits nach einem Jahr als Vorletzter wieder ab.
Im Jahre 1951 wurde der SSV Mittelrheinmeister und nahm an der erstmals ausgetragenen Amateurmeisterschaft teil. Über den VfL Neuwied und Borussia Fulda erreichte die Mannschaft das Halbfinale, wo die Troisdorfer dem Karlsruher FV mit 1:3 unterlegen waren. 1956 wurde der SSV erneut Mittelrheinmeister, verpasste aber den Aufstieg in die II. Division. In der Aufstiegsrunde belegten die Troisdorfer hinter dem VfB Speldorf und dem Dortmunder SC 95 den letzten Platz.
Nach mehreren Jahren im Mittelfeld der Verbandsliga Mittelrhein stieg der SSV 1963 ab. Erst 1978 gelang dem Verein die Rückkehr, nachdem es durch die Einführung der Oberliga Nordrhein zu einem erhöhten Aufstieg kam. Dem Abstieg in die Landesliga 1986 folgte der Abstieg in die Bezirksliga ein Jahr später. Nach einem zwischenzeitlichen Comeback in der Landesliga stieg der Verein 1997 erstmals in die Kreisliga ab. Seit 2009 spielte der SSV 05 nur noch in der Kreisliga B, ehe er im Jahre 2013 mit den Sportfreunden Troisdorf zu den Sportfreunden Troisdorf 05 fusionierte.

## Persönlichkeiten
- Guido Cantz
- Wilfried Kohlars
- Paul Mebus
- Radoslav Momirski
- Otto Müsch
- Peter Rübenach